# Маланчук, Любомир Михайлович
Маланчук Любомир Михайлович (30 июня 1935, с. Кабаровцы) — советский общественный деятель, хозяйственник. Кандидат экономических наук (1974). Депутат Тернопольского областного совета (1982).

## Биография
Окончил Львовский зооветеринарный институт (1959, ныне национальный университет ветеринарной медицины и биотехнологий). Работал зоотехником, главным зоотехником Великоглубочекской райсельхозинспекции (ныне с. Великий Глубочек Тернопільськго района), главным государственным инспектором Великоглубочёкского района Тернопольской области 1962 — главный зоотехник-инспектор Зборовского, с 1965 — начальник Гусятинского производственного колхозно-совхозного управления.
С 1968 — 1-й секретарь Гусятинского районного комитета КПУ; от 1980 — 1-й заместитель председателя исполкома Тернопольского областного совета.
С 1986 года — директор Тернопольского отделения Всесоюзного института животноводства (с 1999 — Тернопольский институт агропромышленного производства). в 1992 году Маланчук избран председателем Тернопольского областного совета.
Был заместителем директора, начальник отдела экономики Тернопольского института агропромышленного производства.

## Награды
- Орден Октябрьской Революции,
- Орден Трудового Красного Знамени (2) и другие.